# زیردریایی اس-۲ (اتحاد جماهیر شوروی)
زیردریایی اس-۲ (اتحاد جماهیر شوروی) (به انگلیسی: Soviet submarine S-2) یک زیردریایی بود.